# Asteroide Atón

Esquema del sistema solar interior.

Un asteroide Atón es cualquiera de los asteroides con una órbita cuyo semieje mayor sea menor que el de la Tierra (1 ua). Esta clasificación lleva el nombre del asteroide Atón, que da nombre al grupo.
El hecho de que el semieje mayor de los asteroides Atón sea menor que el de la Tierra no quiere decir que estén totalmente contenidos en su órbita, ya que con la suficiente excentricidad pueden cruzarla. De hecho, la gran mayoría de estos asteroides cruzan la órbita terrestre. Los asteroides Atón que no cruzan la órbita de la Tierra forman el subgrupo de asteroides Atón denominado asteroides Apohele. 
Los asteroides Atón conforman uno de los tres grupos de asteroides que son objetos próximos a la Tierra, a excepción del subgrupo de los asteroides Apohele que no son considerados así al no cruzar la órbita terrestre.
Ejemplos de asteroides Atón son, además del propio Atón, Hathor, Keops,  Apofis, 1999 KW4, 2017 BM3, 2018 DV1, 2002 AA29 y 2010 TK7, en el punto L4 de la órbita de la Tierra. Algunos asteroides de este grupo, como Cruithne, tienen órbitas similares a la terrestre.
Son aquellos que tienen un semieje mayor inferior a 1 ua. El asteroide Atón da nombre al grupo. Si además no cruzan la órbita terrestre se les denomina asteroides Apohele, asteroides Atira u objetos interiores a la Tierra.